# Parque nacional de Namtok Si Khit
El Parque nacional de Namtok Si Khit es un área protegida en las provincias de Nakhon Si Thammarat y Surat Thani, en el sur de Tailandia. Tiene una superficie de 145 kilómetros cuadrados. Fue declarado en 1999.
Este parque tiene un paisaje montañoso cubierto de selva. Las montañas quedan en dirección norte-sur. La mayor parte de las llanuras están en el lado oriental. El pico más alto es el Khimot, con 1.303 m s. n. m.